# Zhu Ran
En aquest nom xinès, el cognom és Zhu.
Zhu Ran (182-249 EC) va ser un general militar de Wu Oriental durant l'era dels Tres Regnes de la història xinesa.
Tot i ser un amic d'infància del primer emperador de Wu Oriental, Sun Quan, mai va ser encarregat de cap posició important ni assignació abans de la invasió de la Província de Jing del sud en el 219 de Lü Meng, on ell va ajudar en la captura del comandant enemic Guan Yu.
Després de la batalla de Xiaoting, l'estat de Cao Wei va atacar tres puntes sobre Wu Oriental des de les fronteres del nord-oest, el centre i l'est. Zhu va ser enviat a la frontera del nord-oest, on va defensar la ciutat de Jiangling amb només 5.000 soldats contra una força enemiga prop de ser deu vegades més gran.
Va guanyar fama i es va arribar ser temut al llarg de Cao Wei. Zhu llavors va participar en una sèrie de les operacions militars en contra de Cao Wei, durant les quals va derrotar amb èxit a diverses unitats enemigues, però els objectius generals la campanya no es van complir. Abans de la seva mort, a Zhu se li va concedir l'autoritat per supervisar els assumptes dins de l'exèrcit.

## Biografia

### Primers anys
Originari de Guzhang (故鄣), Danyang (en l'actualitat el comtat d'Anji, Huzhou), Shi Ran era un nebot del veterà general de Sun Ce, Zhu Zhi, i aquest últim va simpatitzar amb Shi Ran que tenia tretze anys llavors i li va demanar a Sun que li concedira el permís per adoptar Shi Ran. En aquest moment, Zhu havia contribuït considerablement a la pacificació de Jiangdong, i no tenia fills, així que Sun va ordenar al Governador de Danyang de portar regals a la família de Shi per a la cerimònia i la celebració. Per tant, Shi Ran va esdevenir un fill adoptiu de Zhu Zhi i va haver de canviar-se el seu cognom a Zhu. A més, va estudiar juntament amb el germà menor de Sun Ce, Sun Quan quan era un nen, i els dos es van fer molt íntims. A causa d'açò, després que Sun Ce va morir i va ser succeït per Sun Quan, Zhu Ran va esdevenir prefecte de Yuyao (余姚) a la mera edat dels dinou anys. Zhu va ser nomenat més tard com a cap de Shanyin (山陰), actuant sota l'autoritat d'un capità, per supervisar cinc comtats locals a tot l'àrea. Satisfet amb les seves habilitats, Sun el va promoure i va acabar com a Administrador de Linchuan (臨川), i li va donar el comandament de dos mil soldats.

### Captura de Guan Yu
Durant el seu mandat com a administrador, va sotmetre el grup ètnic shanyue que era dins de la seva jurisdicció, i va ser capaç de fer-ho en menys d'un mes. No obstant això, quan el senyor de la guerra hegemònic, Cao Cao va dirigir el seu gran exèrcit per envair l'àrea de Wu, Zhu es va quedar enrere tal com van fer la majoria dels altres oficials en el moment. No se li van assignar tasques importants durant algun temps fins a la batalla de Ruxukou, on Zhu va demostrar la seva lleialtat anant personalment al front per a ajudar-les a resistir contra poderós exèrcit de 400.000 homes de Cao.

## Família
- Zhu Zhi, oncle
- Zhu Ji (朱績), fill

## En la ficció
En la novel·la històrica del Romanç dels Tres Regnes de Luo Guanzhong, Zhu Ran és mort per Zhao Yun mentre estava perseguint a la força derrotada de Liu Bei, després de la batalla de Xiaoting en el 222.